# ほっとけない世界のまずしさ
特定非営利活動法人ほっとけない世界のまずしさ（ほっとけないせかいのまずしさ）は、東京都港区に本部を置いていたNPO法人である。

## 概要
- 主な目的：貧困問題の解消に向けた啓発
- 代表理事：林達雄（アフリカ日本協議会代表）
- 本部所在地：東京都港区三田4-15-25 三田東急アパートメントアネックス1103号室

## 沿革
- 2005年（平成17年）5月27日 - ホワイトバンドプロジェクトの日本における活動組織として、「ほっとけない世界のまずしさ」キャンペーンを設立。
- 2006年（平成18年）8月1日 - 任意組織に移行。
- 2007年（平成19年）4月1日 - 特定非営利活動法人に認定。
- 2008年（平成20年）10月30日 -「ほっとけない世界のまずしさ」キャンペーン終了。同時に法人を解散。
  - 残余財産については、特定非営利活動法人アフリカ日本協議会に帰属し、後続組織である「動く→動かす（貧困のない世界の実現を目指すネットワーク・日本）」で活用される。